# Stan Javier
Stanley Julián Antonio Javier Negrín (nacido el 9 de enero de 1964 en San Francisco de Macorís) es un ex jardinero central dominicano que jugó en la Liga Mayor de Béisbol con los Yanquis de Nueva York (1984), Atléticos de Oakland (1986-90, 1994-95), Dodgers de Los Ángeles (1990-92), Filis de Filadelfia (1992), Los Angeles Angels of Anaheim (1993), Gigantes de San Francisco (1996-99), Astros de Houston (1999) y Marineros de Seattle (2000-01). Su padre, Julián Javier, fue segunda base de los Saint Louis Cardinals y nombró a su hijo Stan en honor a su compañero y amigo Stan Musial.
Su producción fue buena en ambos lados del plato, y tenía un brazo fuerte con la habilidad de jugar las tres posiciones del jardín. También es uno de los únicos tres jugadores en batear en contra de Terry Francona (mánager de los Medias Rojas), cuando Francona hizo una breve incursión como lanzador y el único que se ponchó con tres lanzamientos consecutivos.
El 8 de diciembre de 1984, Javier fue parte de un canje masivo de los Yankees que lo envió junto a los lanzadores Jay Howell, Tim Birtsas, Eric Plunk y José Rijo a los Atléticos por Bert Beadley y Rickey Henderson.
En su carrera de 17 años, bateó para .269 con 57 jonrones, 503 carreras impulsadas, 781 carreras anotadas y 246 bases robadas en 1,763 juegos y tuvo un anillo de Serie Mundial con los Atléticos en 1989. Su destacada carrera incluye haber finalizado en el décimo lugar en bases robadas de la Liga Americana en 1994, con 24, y en séptimo en bases robadas de la Liga Americana en 1995, con 36.
Javier conectó el primer cuadrangular de interligas en la historia de las Grandes Ligas contra los Rangers de Texas mientras jugaba para los Gigantes de San Francisco.

## Liga Dominicana
En la Liga Dominicana, Stanley debutó en la temporada 1981-1982 ganando dos títulos de bateo consecutivamente (1986-1987 y 1987-1988) y siendo nombrado el jardinero central de todos los tiempos para las Águilas Cibaeñas, el mismo equipo de su padre, Julián Javier, quien fue nombrado el segunda base de todos los tiempos. Es el único en haber bateado para el ciclo (hit, doble, triple y jonrón) en un partido del "Todos contra Todos".
Fue nombrado mánager general del equipo de béisbol de República Dominicana en el primer Clásico Mundial de Béisbol en 2006 y nombrado de nuevamente mánager general en el 2009. Actualmente trabaja para la MLB Players Association (Asociación de Jugadores de Grandes Ligas).
El 18 de octubre de 2009 fue exaltado al Pabellón de la Fama del Deporte Dominicano, uniéndose a su padre Julián quien fue exaltado en 1978.
En 2011, Javier fue incluido en el Hispanic Heritage Baseball Museum Hall of Fame.
En el 2013 las Águilas Cibaeñas lo escogen como nuevo gerente general para el periodo 2013-2014.